# Halimba
Halimba ist eine ungarische Gemeinde im Kreis Ajka im Komitat Veszprém.

## Geografische Lage
Halimba liegt acht Kilometer südwestlich des Zentrums der Kreisstadt Ajka. Nachbargemeinden sind Szőc und Padragkút, das seit 1984 ein Ortsteil von Ajka ist.

## Geschichte
Die erste schriftliche Erwähnung des Ortes stammt aus dem Jahr 1329. Nachdem am westlichen Ortsrand Bauxit  gefunden wurde, begann Mitte der 1920er Jahre der Abbau. Der Bauxitbergbau wurde 2013 eingestellt.

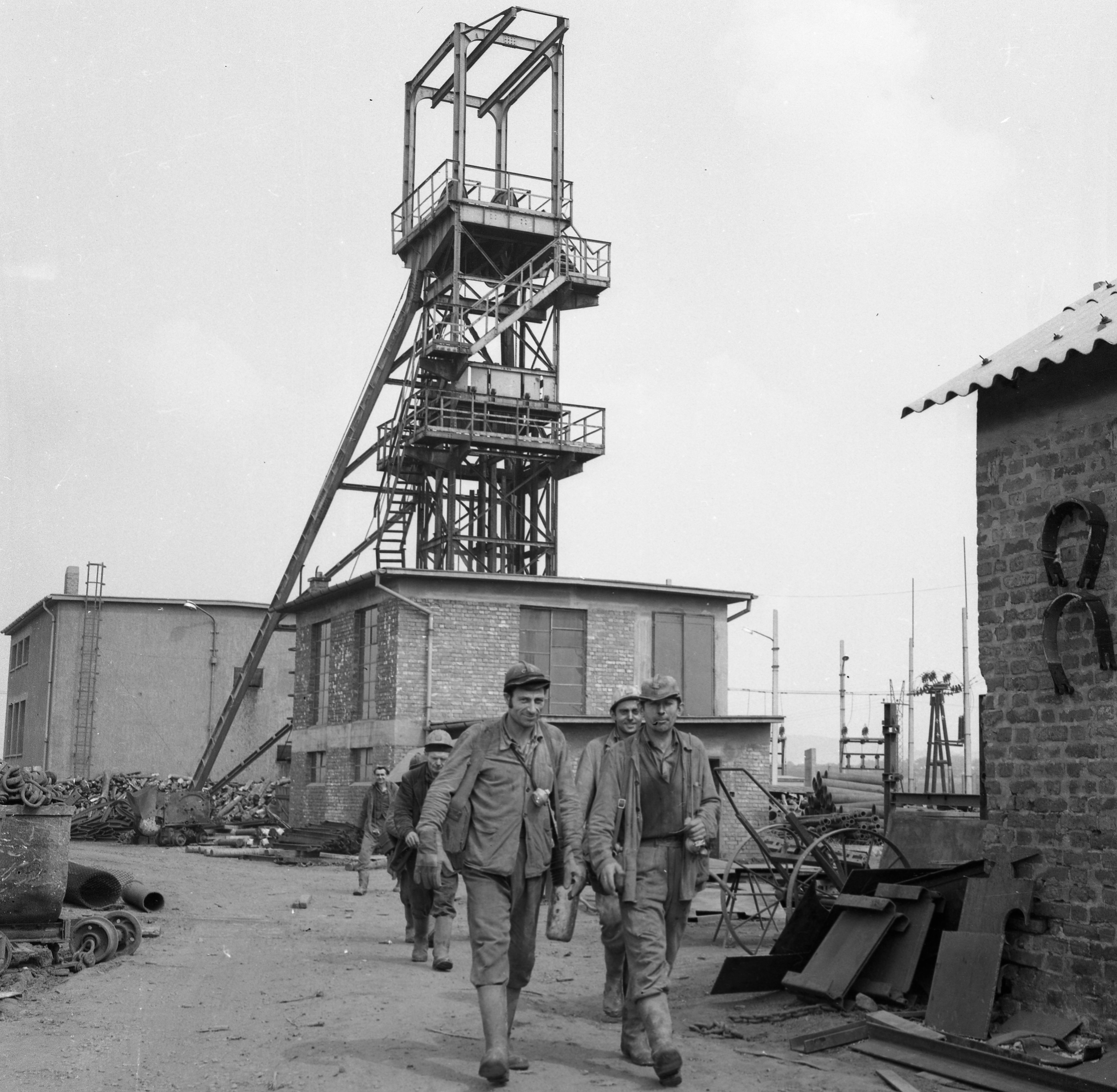
Bauxitbergwerk (1972)
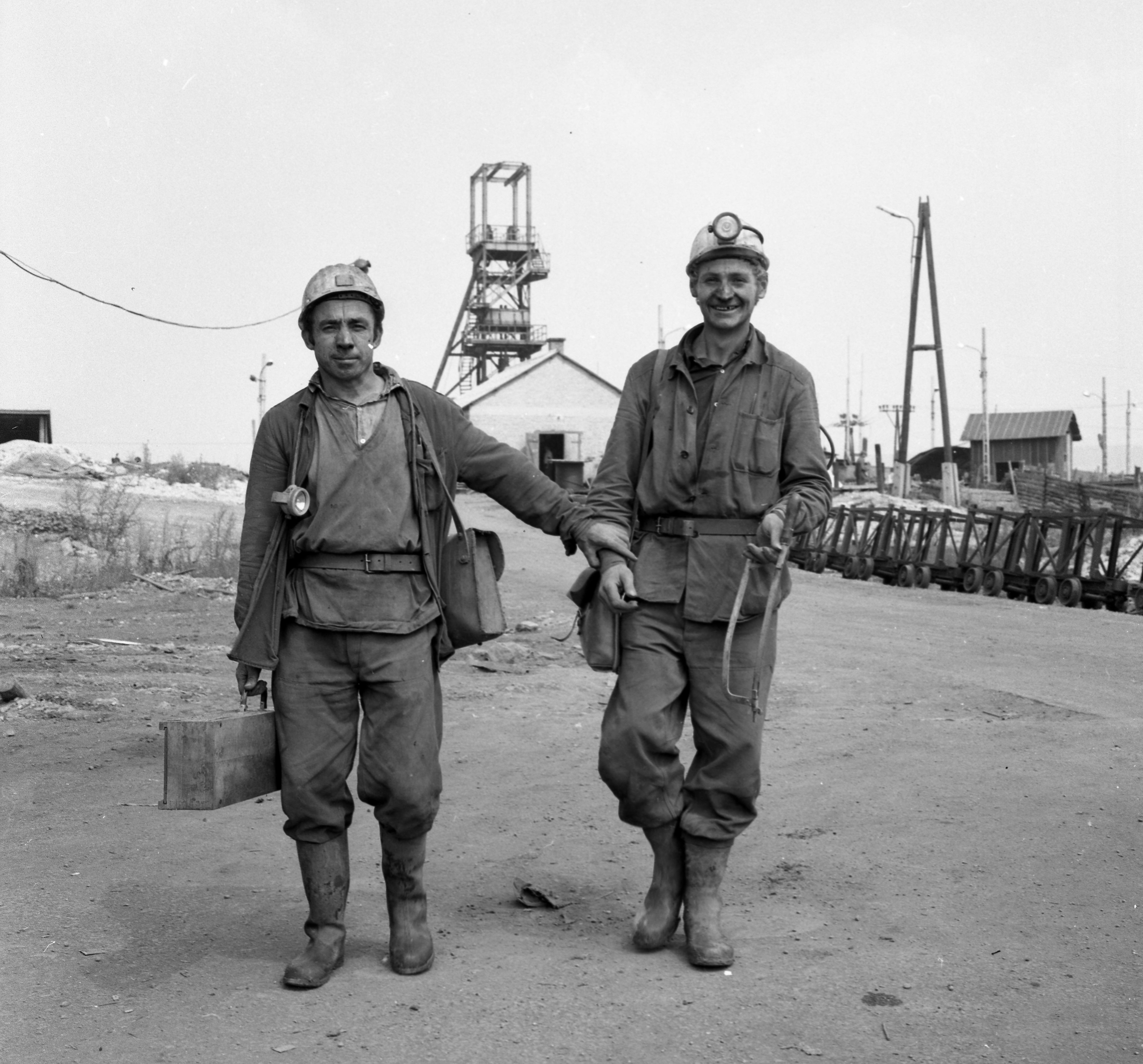
Arbeiter im Bauxitbergwerk (1972)

## Sehenswürdigkeiten
- Bauxitbergbausammlung
- Heilpflanzen-Lehrgarten (Gyógynövény Tankert)
- Miklós-Szalai-Gedenkhaus und heimatgeschichtliche Sammlung
- Miklós-Szalai-Gedenkstele, erschaffen von Attila Galler
- Römisch-katholische Kirche Nagyboldogasszony, erbaut 1899–1901

## Söhne und Töchter der Gemeinde
- Anna Major (1932–2021), Dramaturgin und Radioredakteurin

## Verkehr
Durch Halimba verläuft die Landstraße Nr. 7315. Es bestehen Busverbindungen über Nyirád nach Sümeg, über Nyirád und Zalahaláp nach Tapolca sowie nach Ajka, wo sich der nächstgelegene Bahnhof befindet.